# Gerlinci
Gerlinci (Hongaars: Görhegy, Prekmurees: Görlinci, Duits: Jörgelsdorf) is een plaats in Slovenië en maakt deel uit van de gemeente Cankova in de NUTS-3-regio Pomurska. De plaats telde 311 inwoners op 1 januari 2020.